# ماریا کومانی کوآزیمودو
ماریا کومانی کوآزیمودو (انگلیسی: Maria Cumani Quasimodo؛ ‏ ۷ ژانویهٔ ۱۹۰۸ – ۲۲ نوامبر ۱۹۹۵) بازیگر اهل ایتالیا بود.
از فیلم‌ها یا برنامه‌های تلویزیونی که وی در آن نقش داشته است، می‌توان به مستأجر طبقه بالا، زندان زنان، پشت دیوارهای صومعه، ببخشید، موافقید یا مخالف؟، کالیگولا، دو میسیونر، مده‌آ، نوستالژی، گالیلئو، تمامی رنگ‌های تاریکی و خرابکاران اشاره کرد.